# Mixed Up World
«Mixed Up World» (en español: «Mundo mezclado») es el primer sencillo del segundo álbum de la cantante pop-dance inglesa Sophie Ellis-Bextor.

## Sencillo
«Mixed Up World» es el primer sencillo publicado por Sophie Ellis-Bextor en 2003 por Polydor Records UK de su segundo álbum titulado Shoot From The Hip. Alcanzó el Número 7 en las listas de ventas Reino Unido, y alcanzó el Número 32 en Australia. En las listas de ventas de España consiguió el Número 13, pero a pesar de ello, sonó mucho en Ibiza, convirtiéndose en un Hit.

### Lista de canciones
UK CD 1
1. «Mixed Up World» [Radio Edit] (3:46)
2. «The Earth Shook the Devil's Hand» (2:44)
3. «Mixed Up World» [Groove Collision Vocal Mix] (6.36)
4. «Mixed Up World» [Videoclip] (3:50)

UK CD 2
1. «Mixed Up World» (Groove Collision Radio Edit) - 3:40
2. «Mixed Up World» (Groove Collision Vocal Mix) - 6:35
3. «Mixed Up World» (Groove Collision Instrumental) - 6:35

Australian Exclusive Single
1. «Mixed Up World» (Álbum Versión) - 3:46
2. «Take Me Home» (Sneaker Pimps Remix) 4:42
3. «Murder On The Dancefloor» (Phunk Investigation Vocal Mix) - 8:37
4. «Get Over You» (Almighty Pop'd Up Mix) - 7:14
5. «Music Gets The Best of Me» (Flip 'n' Fill Remix) - 6:07

French Mixes
1. «Mixed Up World» (Álbum Versión) - 4:49
2. «Mixed Up World» (Radio Edit) - 3:44
3. «Mixed Up World» (Guéna LG & RLS Classic House Edit) - 4:01
4. «Mixed Up World» (Guéna LG & RLS Classic House Mix) - 6:29
5. «Mixed Up World» (Guéna LG & RLS Glam As You Edit) - 4:02
6. «Mixed Up World» (Guéna LG & RLS Glam As You Mix) - 7:06

UK Vinyl
Lado A
1. «Mixed Up World» (Groove Collision Vocal Mix) - 6:35
2. «Mixed Up World» (Single Mix) - 3:44

Lado B
1. «Mixed Up World» (Groove Collision Instrumental) - 6:35
2. «Mixed Up World» (Groove Collision Radio Edit) - 3:40

## Video
El videoclip de «Mixed Up World» fue rodado en los estudios musicales de Polydor Records UK en Londres. Sophie escribió este sencillo por motivo de las guerras en el mundo, los atentados del 11 de septiembre en Nueva York, etc. y el videoclip iba en relación con todo eso.
- Datos: Q579429